# Trachypithecus mauritius
El langur del oeste de Java (Trachypithecus mauritius) es una especie de primate catarrino de la familia Cercopithecidae. Su distribución está restringida a la isla de Java, al oeste de Yakarta en Indonesia.
Se distribuye especialmente en áreas protegidas como la reserva natural de Pangandaran.

## Comportamiento
Un estudio de 2019 en la reserva de Pangandaran en Java durante 2 meses relacionado con las actividades diarias y alimentación mostró que la mayor parte del tiempo la dedican a descansar sin distinción por sexo y edad (58.5 %, 63.5 % y 47.6 % del tiempo en hembras adultas, machos adultos y juveniles, respectivamente). Asimismo, en cuanto a la alimentación se mostró que el alimento preferido son las hojas (91.3 %, 67.4 % y 87.9% de la dieta en hembras adultas, machos adultos y juveniles).
Son depredados por el azor moñudo (Accipter trivirgatus) y la pitón reticulada (Python reticulatus).

## Taxonomía
Trachypithecus mauritius fue descrita bajo el nombre de Simia mauritius por el naturalista británico Edward Griffith y la descripción publicada en General and particular descriptions of vertebrated animals, ... Class Quadrimembria: General and particular description of Monkeys and Lemurs: 58-59 en 1821.
El langur del oeste de Java había sido clasificado en 1995 por Douglas Brandon-Jones como una subespecie de Trachypithecus auratus, en ese entonces Semnopithecus auratus.
En 2008, Christian Roos, Tilo Nadler y Lutz Walter realizaron estudios filogenéticos de la especie T. auratus y sus dos subespecies: T. a. mauritius y T. a. auratus elevando las dos subespecies al rango de especie: T. mauritius y T. auratus, respectivamente.
Etimología
Trachypithecus: nombre genérico que deriva de dos palabras del griego: «τραχύς» , trachýs que significa 'áspero' y «πίθηκος» pithekos, que significa 'mono'.
mauritius: epíteto otorgado por Griffith al describir por primera vez a la especie pensando que el holotipo se originaba en la isla Mauricio (al este de Madagascar), cuando en realidad venía de la isla de Java en Indonesia.

## Estado de conservación
De acuerdo a la última evaluación del año 2008, T. mauritius está incluida en la lista roja de la UICN como una especie vulnerable. Su población es decreciente. Las amenazas incluyen la pérdida y degradación del hábitat debido a la expansión de la agricultura y los asentamientos humanos, la caza para obtener alimentos y —cada vez más— para el comercio de mascotas, y la fragmentación en pequeñas poblaciones aisladas.